# 豆 (食器)
豆（とう）は、中国の新石器時代後期の龍山文化期から漢代以後まで作られた盛食器である。元は祭祀で使われる礼器であったが、後世では日常の食器として使われた。日本の高坏（高杯）に当たる。
殷代には白陶製、西周時代には釉陶の豆が作られ、西周時代後期になると青銅製の豆が出現した。この他、木製、竹製の豆もあり、持ち手（耳）や蓋があるものもある。

## ギャラリー

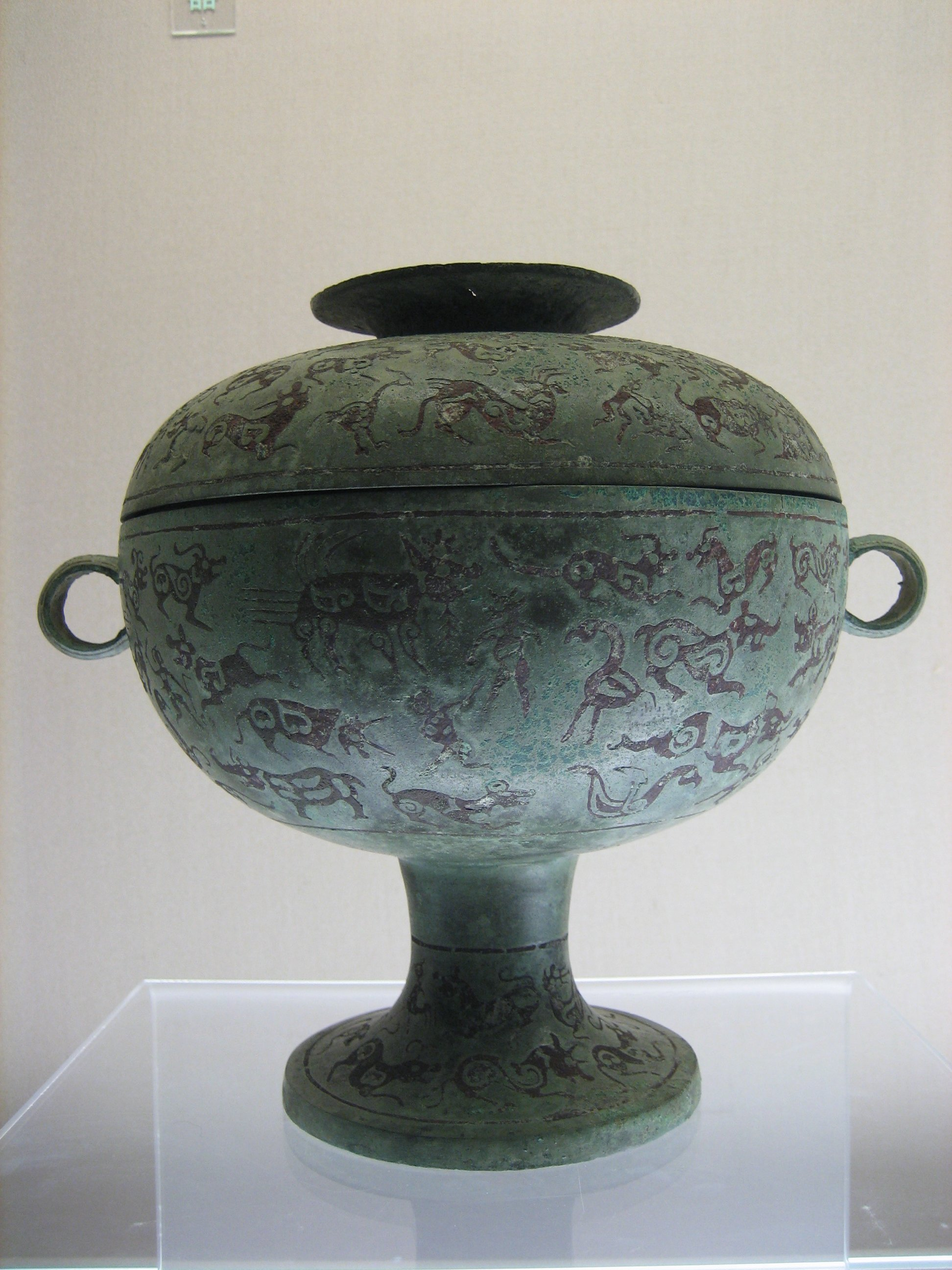
春秋時代後期の豆。上海博物館蔵。
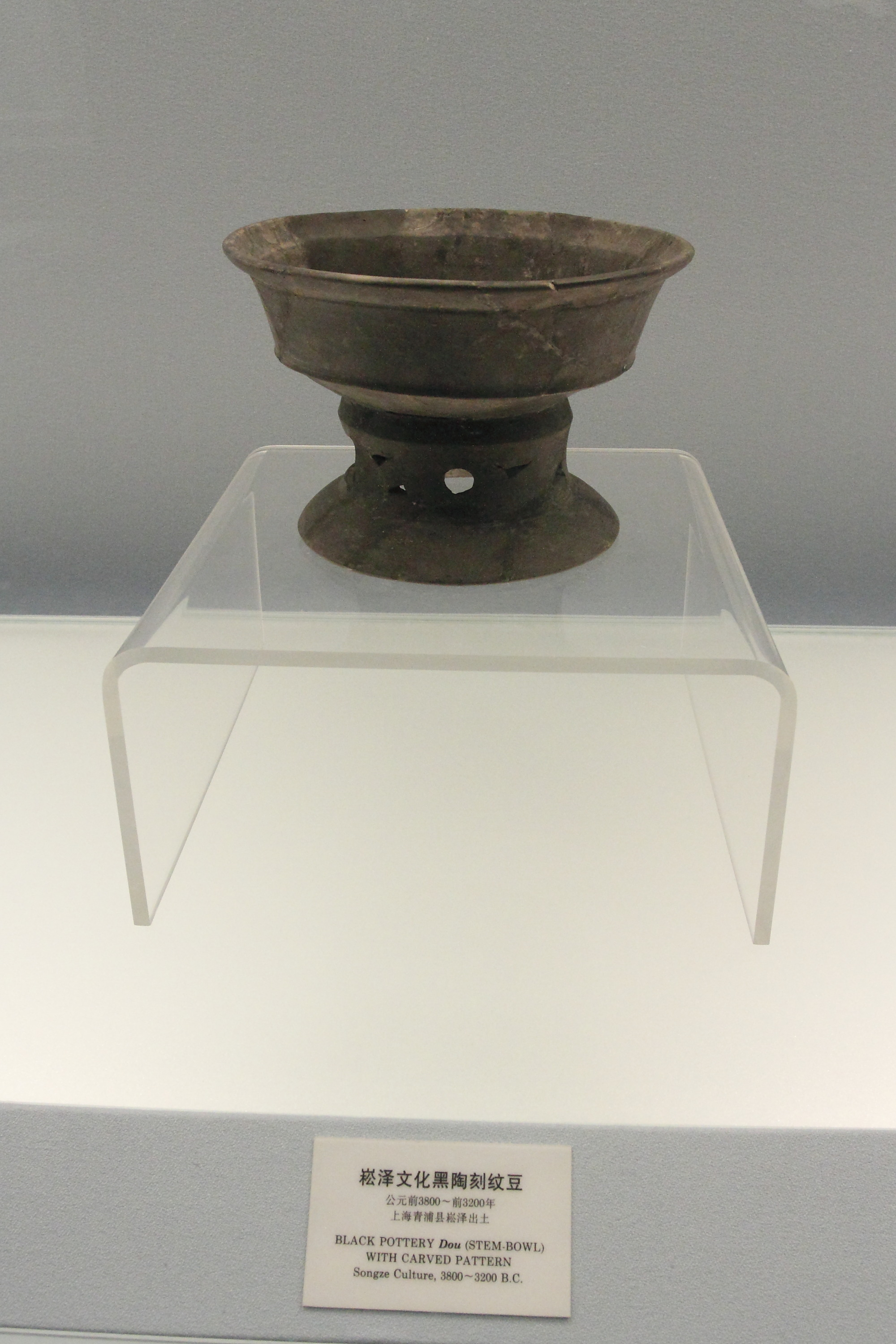
上海の崧沢遺跡から出土した豆。上海博物館蔵。
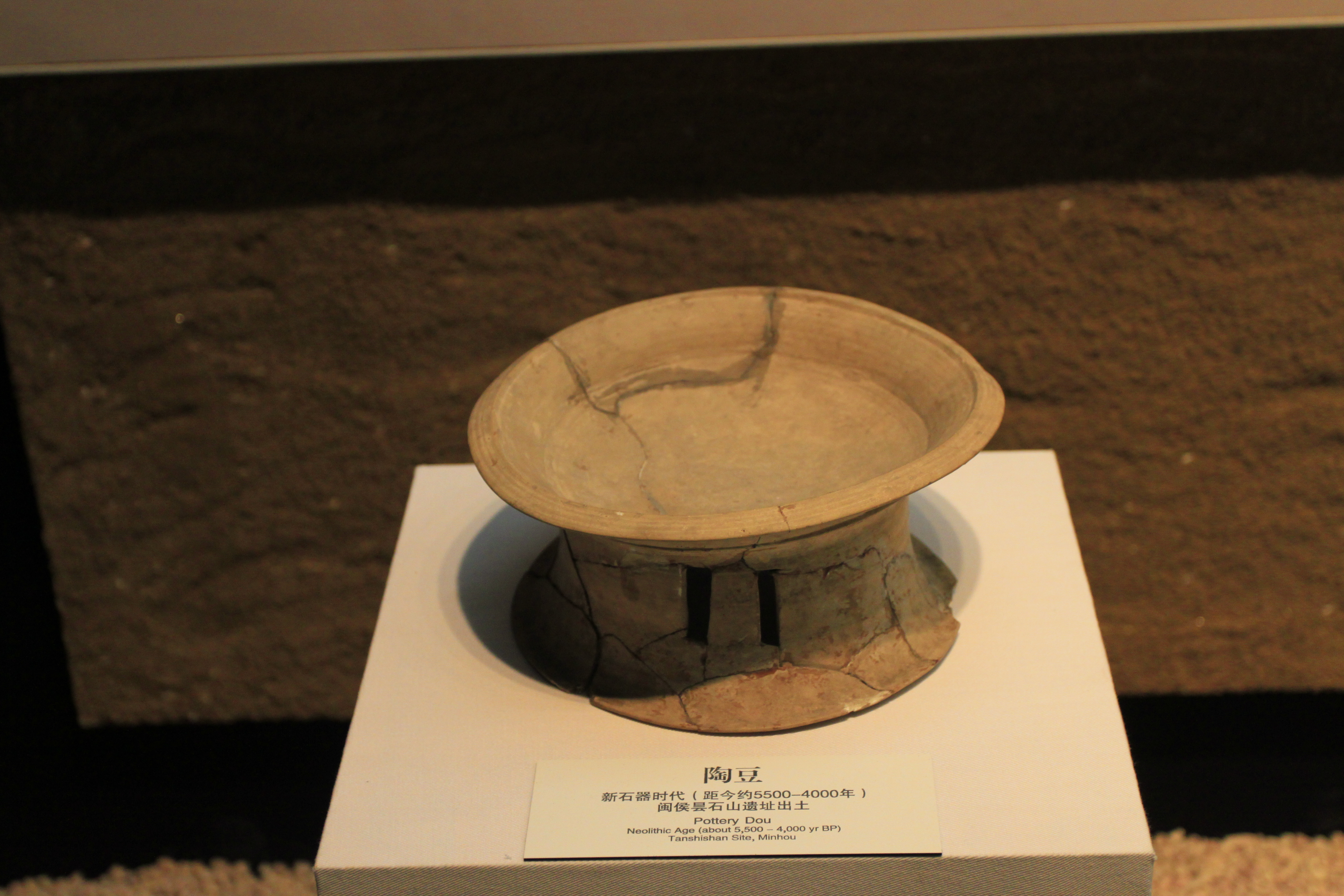
曇石山遺跡から出土した豆。福建博物院蔵。
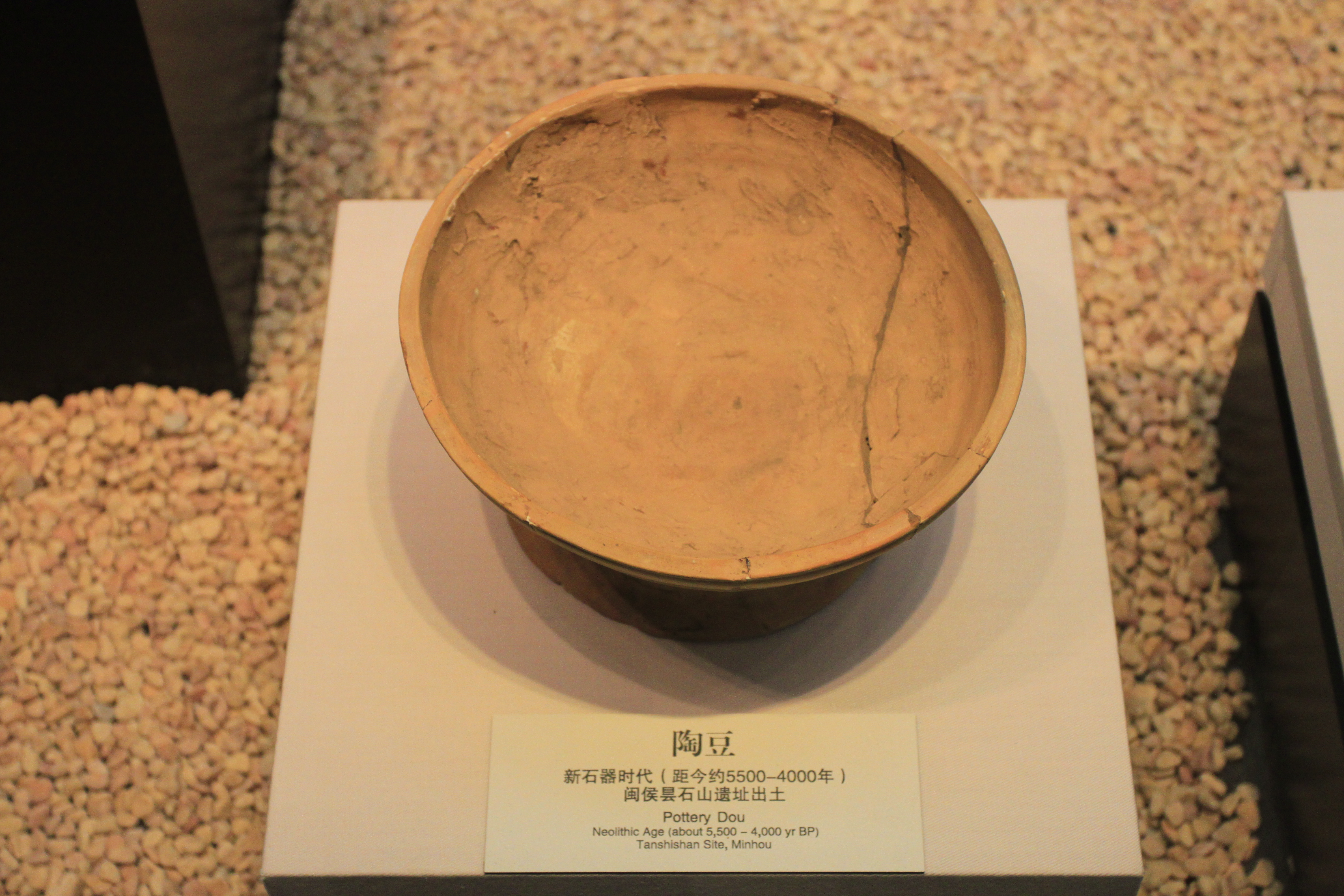
曇石山遺跡から出土した豆。福建博物院蔵。